# Valerij Pavlovics Maszlov
Valerij Pavlovics Maszlov, oroszul: Валерий Павлович Маслов (Uszty-Bolsereck, 1940. április 28. – Moszkva, 2017. július 27.) szovjet válogatott orosz labdarúgó, középpályás, edző.
1964 és 1967 között nyolc alkalommal szerepelt a szovjet válogatottban és két gólt szerzett.

## Sikerei, díjai
Gyinamo Moszkva
- Szovjet bajnokság
  - bajnok: 1963
  - 2.: 1962, 1967, 1970
- Szovjet kupa
  - győztes: 1967, 1970